# Toni Sailer
Anton "Toni" Sailer (Kitzbühel, 17 de noviembre de 1935  - Innsbruck, 24 de agosto de 2009) fue un antiguo esquiador austriaco de esquí alpino, considerado como uno de los más grandes en la historia del deporte.
Apodado como der Blitz von Kitz (el relámpago de Kitzbuhel) , Sailer fue el primer esquiador que ganó las tres pruebas de esquí alpino en unos Juegos Olímpicos, obteniendo la medalla de oro en las pruebas de descenso, eslalon y eslalon gigante en los Juegos Olímpicos de Cortina d'Ampezzo 1956, pero no solo eso, sus victorias olímpicas fueron tan abrumadoras que nunca más se han dado en competiciones de alto nivel, ganó el slalom gigante con 6 segundos de ventaja, el slalom con 4 y el descenso con 3,5. Además fue el quinto deportista que obtuvo tres medallas de oro en los mismos Juegos Olímpicos de Invierno.
Toni ganó cuatro medallas de oro más en los campeonatos del mundo antes de retirarse en 1959. Tras esta retirada y aprovechando su posición como icono de belleza masculina en su época, entre 1957 y 1971 apareció en más de 20 películas, muchas de ellas comedias poco profundas en las que al menos fueron grabadas en regiones Alpinas dónde Sailer mostraba su talento, también grabó una gran cantidad de discos e incluso fue caricaturizado como personaje de cómic. De 1972 a 1976 fue el entrenador jefe y director técnico de la Asociación de Esquí Austriaco (ÖSV). Por sus contribuciones al movimiento olímpico, el Comité Olímpico Internacional le premió con la  Olympic Order, el mayor galardón que ofrece el movimiento olímpico internacional, en el año 1985.
En enero de 2004 Salier, aunque no estaba asociado a ningún partido político, anunció que lucharía por la alcaldía de Kitzbühel. Unas semanas más tarde retiró su candidatura aduciendo que se había dado cuenta de que ser alcalde era un trabajo a tiempo completo.
En 2006 anunció su retirada como director de carrera de la carrera Hahnenkamm, cargo que ocupó durante 20 años.
El 24 de agosto de 2009 murió en Innsbruck en el círculo de su familia. Padecía de cáncer de laringe desde principios del año 2008. Él deja una viuda y un hijo de su primer matrimonio.

## Filmografía principal
- Vertigine bianca (1956)
- Ein Stück vom Himmel (1957)
- Der Schwarze Blitz (1958)
- Tausend Sterne leuchten (1959)
- 12 Mädchen und 1 Mann (1959)
- Ein Stern fällt vom Himmel (1961)
- Kauf dir einen bunten Luftballon (1961)
- Auf Wiedersehen am blauen Meer (1962)
- Sein bester Freund (1962)
- Sansone e il tesoro degli Incas (1964)
- Das Blaue vom Himmel (1964)
- Skifascination (1966)
- Ski Fever (1966)
- Das Große Glück (1967)
- Tante Trude aus Buxtehude (1971)
- Verliebte Ferien in Tirol (1971)
- Traumbus (1979)